# Taibaishanus elegans
Espèce
Taibaishanus elegans est une espèce d'araignées aranéomorphes de la famille des Linyphiidae.

## Distribution
Cette espèce est endémique du Shaanxi en Chine,. Elle se rencontre entre 1 300 et 3 050 m d'altitude sur le Taibai Shan dans les monts Qinling.

## Description
Le mâle holotype mesure 2,50 mm et la femelle paratype 2,25 mm.

## Systématique et taxinomie
Cette espèce a été décrite par Tanasevitch en 2006.

## Publication originale
- Tanasevitch, 2006 : « On some Linyphiidae of China, mainly from Taibai Shan, Qinling Mountains, Shaanxi Province (Arachnida: Araneae). » Zootaxa, no 1325, p. 277-311.